# Picrolemma huberi
Picrolemma huberi är en bittervedsväxtart som beskrevs av Adolpho Ducke. Picrolemma huberi ingår i släktet Picrolemma och familjen bittervedsväxter. Inga underarter finns listade i Catalogue of Life.